# Chorizanthe deserticola
Chorizanthe deserticola är en slideväxtart som beskrevs av Rodolfo Amando Philippi. Chorizanthe deserticola ingår i släktet Chorizanthe och familjen slideväxter. Inga underarter finns listade i Catalogue of Life.